# Mirkka Rekola
Mirkka Elina Rekola, née le 26 juin 1931 à Tampere et morte le 5 février 2014 à Helsinki, est une écrivaine et poétesse finlandaise. Son œuvre a été récompensée par de nombreux prix littéraires, dont le Prix Eino Leino en 1979, le Poeta Finlandiae en 1998 et le Prix Samuli Paronen en 2008.

## Recueils de poésie
- Vedessä palaa (1954)
- Tunnit (1957)
- Syksy muuttaa linnut (1961)
- Ilo ja epäsymmetria (1965)
- Anna päivän olla kaikki (1968)
- Minä rakastan sinua, minä sanon sen kaikille (WSOY, 1972,  (ISBN 951-0-22849-4))
- Tuulen viime vuosi (1974)
- Kohtaamispaikka vuosi (1977)
- Runot 1954–1978] (1979)
- Kuutamourakka (1981)
- Puun syleilemällä (1983)
- Tuoreessa muistissa kevät (1987)
- Maskuja (WSOY, 1987,  (ISBN 951-0-27282-5))
- Kuka lukee kanssasi (1990)
- Maa ilmaan heitetty (1995)
- Taivas päivystää (1996)
- Virran molemmin puolin. Runoja 1954–1996 (1997)
- Maskuja (2002)
- Valekuun reitti (2004)

## Aphorismes
- Muistikirja (1969)
- Maailmat lumen vesistöissä (1978)
- Silmänkantama (1984)
- Tuoreessa muistissa kevät, aforistiset kokoelmat (1998)
- Muistinavaruus (2000)

## Œuvres traduites en français
- Joie et asymétrie [« Ilo ja epäsymmetria »]  (trad. Jean-Jacques Lamiche), revue Rivages, 1987

## Récompenses
- Prix littéraire de la ville de Tampere 1958, 1962, 1965
- Prix national de littérature 1966, 1969, 1973, 1982
- Prix Eino Leino 1979
- Prix Finlande 1995
- Prix de l'ours dansant, 1997
- Poeta Finlandiae 1998
- Docteur honorifique de l'université d'Helsinki, 2000
- Prix Alex Matson, 2003
- Prix P. Mustapää, 2004
- Prix Samuli Paronen, 2007
- Prix Alfred Kordelin , 2008